# Петар (Полански)
Митрополит Петар (рођ. Петар Федорович Полански; село Сторожевое, Коротоакски округ, 28 јун [10 јул] 1862 — Магнитогорск, 27 септембар [10 октобар] 1937) био је епископ Руске православне цркве, митрополит; патријаршијски викар од 1925. до лажног извештаја о његовој смрти (крај 1936). Прослављен је у лику новомученика и исповедника Руске православне цркве 1997. године.

## Биографија
Рођен је 28. јуна (10. јула) 1862. године у селу Сторожеву у Коротојачком округу Вороњешке епархије у свештеничкој породици.
Године 1875. ступио је у Костромску духовну школу, коју је завршио 1879. године и уписао Вороњешку богословију, коју је завршио 1885. године. Након тога постављен је на место псалмисте у цркви села Девитси у округу Коротојак.
Године 1887. Петар је постао слободни студент, а након положених испита — студент Московске духовне академије. У студентским годинама, према сећањима његовог другова из разреда, будућег митрополита Евлогија (Георгијевског), одликовао се смирењем и добротом. Постоји и низ сведочанстава о животу будућег митрополита Петра. Сви они су доследни, пре свега, да се у њему назире особа веома ведрог карактера. Учио је полако, не исцрпљујући се. Митрополит Евлогије је подсетио да се једног дана Петар Фјодорович огромног раста сакрио од инспекторовог помоћника у орман, али је пронађен, јер орман није био много већи од његовог по њега.
Године 1892. дипломирао је на МДА са степеном кандидата богословије, стеченим за дело „О пастирским посланицама“.

### О црквено-просветном раду
Од 1892. године био је помоћник инспектора Московске духовне академије, а такође је бесплатно предавао Закон Божији у приватној женској школи Сергијев Посад и био је секретар Друштва за спасавање на води.

### 1890-их
Није био ожењен, али није прихватио монаштво, које је заједно са високим богословским образовањем омогућавало висок чин.
Током своје службе на академији дружио се са будућим патријархом Сергијем (Страгородским).
Године 1895. био је старешина Богојављенске цркве у свом родном селу Сторожев. За нарочиту ревност на улепшавању храма одликован је архипастирским признањем.
1896. кратко време предавао је грчки језик у Звенигородској духовној школи. У децембру 1896. године постављен је за управника Жировичког богословског факултета. Његово појављивање у овој школи значајно је утицало на њену духовну атмосферу и, истовремено, подигло школу на виши ниво. Својим ведрим карактером, Петар Пољански је окупио наставничку екипу у породицу. „Сви су били подједнако заинтересовани за одличан приказ образовно-васпитног рада и образовног процеса у школи, а у слободно време сви наставници су се забавно, пријатељски и занимљиво одмарали“. О делатности Пољанског, ревизор Нечајев је дао бриљантан преглед, који се одликује великом строгошћу.
Године 1897. добио је звање магистра богословља за своју дисертацију: „Прва посланица св. Апостола Павла Тимотеју. Искуство историјских и егзегетских истраживања”.
За своју марљивост на првом универзалном попису становништва 1897. године одликован је „савршеном захвалношћу Његовог Царског Величанства.
Обављао је послове члана-такмичара Попечитељства јавног трезвења, почасног магистрата Слонимског округа. У овом периоду упознаје се са архимандритом Јаблочинског манастира Тихоном (Белавином), будућим патријархом.
6 (18) маја 1899. године одликован је Орденом Светог Станислава 3. степена, а 14. маја исте године одликован је Библијом од Светог Синода за посебно залагање, марљивост и ревност на унапређењу помесне црквено-парохијске школе и писмене школе.
Године 1906. премештен је на службу у Санкт Петербург као млађи помоћник управника Наставног одбора при Светом синоду у Санкт Петербургу. Касније је постао члан Просветног одбора, обављајући углавном послове ревизора духовних установа. Током службе у Просветном одбору испитивао је стање богословије, епархијских женских школа у Курску, Новгороду, Вологу. Одској, Костроме, Минска и у низу других епархија посетио је Сибир, Урал и Закавказје.
Године 1916. добио је чин правог државног саветника, који је давао наследно племство и одговарао чиновима генерал-мајора у војсци, контраадмирала у морнарици и дворског коморника. Исте године одликован је Орденом Светог Владимира за изузетне заслуге у области црквене административно-педагошке службе.
1918. године, након гашења Просветног одбора, прелази у Москву, где учествује у раду Помесног савета, који се састоји од његовог секретаријата.
Оставши без посла, запослио се 1918. као главни рачуновођа у задружном артелу „Богатир”. Живео је у Москви, у кући свог брата, протојереја Василија Пољанског, духовника цркве Николаја на Столпаху. Од 1919. године био је шеф прихватилишта за, како су тада писали, „за дефектну децу“.
Патријарх Тихон му је понудио да прихвати монаштво, свештенство и епископство и постане његов помоћник у пословима црквене управе у условима бољшевичке репресије над Црквом, када епископат уопште није обећавао част и сигуран живот. Прихватио је понуду, рекавши притом својим рођацима: „Не могу да одбијем“. Ако одбијем, онда ћу бити издајник Цркве, али када пристанем, — знам, потписаћу своју смртну казну“. Постриг Петра Пољанског у монаштво извршио је митрополит Сергије (Страгородски).
После овога, епископ Верејски Иларион (Троицки) га је хиротонисао у чин јерођакона. То се догодило не раније од 12/25 маја 1920. године, када је и сам Иларион (Троицки) хиротонисан за епископа. Након тога га је митрополит Сергије (Страгородски) хиротонисао у чин јеромонаха. Не касније од августа 1920. јеромонах Петар (Пољански) постао је архимандрит и игуман московског Златоустског манастира.
Дана 8. октобра 1920. године хиротонисан је за епископа Подолског, викара Московске епархије, у Сергијевској цркви Троицког Подворја у Москви. Хиротонију је предводио патријарх Тихон.
Дана 22. фебруара 1921. године ухапшен је и затворен у затвору Таган. 12. априла исте године осуђен је на два месеца затвора са истражним затвором. 12. августа је по други пут ухапшен. Околности хапшења су непознате. Сослан в городе Велики Устуг, Вологодска област. Тамо је прво живео код познатог свештеника, а затим код стражара у градском храму. У изгнанству је имао прилику да служи Свету Литургију у саслуживању са великим устјушким свештенством. Тамо је започео поротесте против хапшења Патријарха и преузимање црквене власти од стране обновитеља.
У августу 1923. епископ Петар се вратио у Москву. Повратак епископа Петра у Москву поклопио се са хапшењем архиепископа Илариона (Троицког), а епископ Петар је уместо тога постао најближи саветник и помоћник патријарха Тихона.
На архијерејском скупу одржаном крајем септембра 1923. године у Даниловском манастиру у Москви, изјаснио се против компромиса са обновитељима.
1 (14) октобра 1923. године, од патријарха Тихона, постављен је за члана Патријаршије са уздизањем у чин архијереја.
Дана 30. новембра 1923. године, указом Патријарха Тихона и Светог Синода, постављен је за управника Богојављенског манастира града Москве.
Дана 24. јануара 1924. године, наредбом Патријарха Тихона, постављен је за архиепископа Круцког, који је управљао Московском епархијом.
Дана 2. марта 1924. године, уз још два члана Патријаршијског синода, архиепископа Серафима (Александрова) и Тихона (Оболенског), уздигнут је у митрополита.
У последњим месецима живота патријарха Тихона, митрополит Петар је, како је патријарх Тихон желео, постао његов најближи помоћник у питањима црквене управе. Непрестано је посећивао Патријарха у његовој келији у Донском манастиру, а касније — у Бакуњинској болници на Остоженки, доносио му папире на потпис, извештавао о догађајима из црквеног живота.
Патријарх Тихон је умро 25. марта (7. априла) 1925. године. Пошто су митрополити Кирил и Агатангел тада били у изгнанству, митрополит Петар је преузео дужност местољубитеља патријиарха након смрти патријарха Тихона.
Као управник помогао је многим затвореницима и прогнанима. Донирани новац, обично их је одмах давао за слање у затворе, логоре и места прогонства. Дао је благослов парохијским свештеницима приносе молитве за заточене свештенике. Често је служио Литургију у московским парохијским и манастирским црквама, укључујући и манастир Светог Данила.
Одлучно се противио било каквим договорима са обновитељима, који су 1925. године одржали свој 2. сабор на који су позвали представнике „старих цркава“. Он се обратио архипастирима, пастирима и свој деци Цркве посланицом од 28. јула 1925. године, у којој је дао веома широк и оштар опис обнове и, што је најважније, негирао сваку могућност компромиса:
Као резултат тога, апсолутна већина свештенства и конгрегације митрополита Петра одбила је да направи компромис са обновитељима. Представници обнове оптужили су га за односе са црквеном и политичком емиграцијом, за контрареволуционарна осећања и антивладину активности.
Одбио је да прихвати услове казнених органа (ГПУ), у којима су обећали да ће нормализовати правни положај Цркве. Услови су укључивали објављивање поруке у којој се позива свештенство и вернике да буду лојални совјетској комунистичкој власти, елиминисање непожељног ауторитета епископа, осуда епископа у емиграцији и контакт са владом у виду представника ГПУ. Агенти ГПУ су му нудили уступке, обећавајући неке користи за Цркву, али им је митрополит одговорио: „Лажете? Не дајете ништа, само обећавате».
Дана 9. децембра 1925. године, одлуком Комисије о спровођењу Уредбе о одвајању Цркве од државе, ухапшен је Централни комитет Комунистичке партије Украјине. У очекивању хапшења, митрополит је 5. и 6. децембра донео две наредбе  „у случају смрти“ и у случају „немогућности, из неког разлога, да ми пошаље дужност Патријаршијског викара“.
Након хапшења митрополита Петра, вршење његових дужности прешло је на митрополита нижегородског Сергија (Страгородског), који је усвојио титулу „заменика намесника“. Касније, не располажући поузданим информацијама о догађајима који су се одиграли, дао је противречне наредбе о црквеној управи. Истовремено је одбио да подржи владино инспирисану иницијативу неколико епископа о колегијалном управљању црквом (тзв. „грегоријанизам“, грегоријански раскол — по имену њеног вође, архиепископа Григорија (Јацковског)), потврдио забрану служења литургије коју је својим активним члановима наметнуо митрополит Сергије.

## Живот у затвору
Током истраге, држан је у интерном затвору на Лубјанки, као иу затвору у Суздаљу. На саслушању 18. децембра 1925. изјавио је да црква не може да одобри револуцију: "Социјална револуција је изграђена на крви и братству, које Црква не може признати. Само рат још увек може бити благословен од Цркве, пошто је у њој отаџбина заштићена од страних племена и вере православне."
Дана 5. новембра 1926. осуђен је на три године прогонства. У децембру је изведен кроз транзитне затворе у Тобољску, фебруара 1927. доведен је у село Абалак, где је држан у манастиру Абалак под контролом реформатора. Почетком априла поново је ухапшен и одведен у затвор у Тоболску. У лето 1927. године, наредбом Централног комитета РФ, послат је у Арктички круг, на обалу Обског залива, у село Хе, где је лишен медицинске неге. . 11. маја 1928. године, одлуком Посебног састанка ОГПУ, рок изгнанства је продужен на 2 године.
У знак сећања на овдашњу децу, митрополит Петар је остао ведар старац и, упркос недаћама и недаћама живота у егзилу у Хеу, налазио је времена да комуницира са мештанима, дајући последње своје деци, болеснима и страдалницима.
Негативно се односио на уступке бољшевицима које је учинио митрополит Сергиј. Децембра 1929. послао му је писмо у којем је, посебно, писало: "Обавештавају ме о тешким околностима које се настају за Цркву због преласка граница поверене Вам црквене власти. Веома ми је жао што се нисте потрудили да ме посветите својим плановима за управљање Црквом."
Дана 17. августа 1930. поново је ухапшен. Држан је у затворима у Тоболску и Јекатеринбургу. Одбио је да скине са себе титулу патријаршијског викара, упркос претњи да ће му продужити затворску казну.
У новембру 1930. против њега је покренут кривични поступак због оптужбе да је, док је био у избеглиштву, „водио дефетистичку агитацију међу околним становништвом, говорећи о блиском рату, а такође је покушао да искористи Цркву за инсценирање борбе против совјетски власти“. Није се изјаснио кривим. Био је у самици без права на премештање или посете. Године 1931. одбио је понуду чекисткиње Евгеније Тучков да потпише сарадњу са властима као обавештајац. После разговора са Тучковом, био је делимично парализован, такође је био болестан од скорбута и астме. Нарочитим збором ОГПУ 23. јула 1931. осуђен је на пет година логора, али је остављен у затвору у ћелији за унутрашњу изолацију. Истовремено, верници су били уверени да он наставља да живи у поларном егзилу.
"Стално стојим пред претњом већом од смрти. Посебно ме убија недостатак свежег ваздуха, зар никад поподне нисам морао да идем у шетњу. не видим сјај сунца… Болести су све јаче и јаче, продубљују се и приближавају ме гробу. Искрено говорећи, не бојим се смрти, само не желим да умрем у затвору, где не могу да дам последњу исповест и где ће само зидови бити сведоци смрти".
У јулу 1933. забрањено му је ходање у заједничком дворишту (чак и ноћу) — замениле су их шетње у малом влажном дворишту, где је ваздух био испуњен испарењима из тоалета. Упркос томе, наставио је да одбија да поднесе своја овлашћења.
Између фебруара 1934. и јула 1936 митрополит Петар је пребачен из унутрашње изолације ОГПУ на Уралу у Свердловску у Верхнеуралску политичку изолацију. У јулу 1936. поново му је продужена казна за 3 године.
Крајем 1936. патријаршија је добила лажну информацију о смрти патријаршијског викара, наводно 29. септембра, услед чега је 27. децембра 1936. године митрополит Сергије преузео титулу патријаршијског викара. Одслужен је помен митрополиту Петру.
Дана 2. октобра 1937. године тројка НКВД Чељабинске области осудила га је на смрт. 27. септембра (10. октобра) стрељан је, према различитим верзијама, у затвору УНКВД у Магнитогорску или на станици Кујбас Јужно-уралске железнице (у предграђу Магнитогорска). Место сахране остаје непознато, највероватније у области станице Кујбас, где су стрељани у УНКВД Магнитогорска сахрањени у масовним гробницама.

## Канонизација и поштовање
На Архијерејском синоду, одржаном фебруара 1997. године, донета је одлука да се у број светих приброји и викар Патријаршијског престола, митрополит Крутицки (Пољански) Петар.
2003. године у граду Магнитогорску, Чељабинска област, на авенији Свето-Вазнесенског сабора подигнут је крст у знак сећања на митрополита Петра. 2013. године епархијски духовно-просветни центар при Саборном храму добио је име по светомученику Петру, митрополиту Крутицком.
Године 2012. завршена је изградња храма у част Светог мученика Петра (Пољанског) у родном граду митрополита Петра у селу Сторожево.
По митрополиту Петру названа је једна од највећих православних школа „Православнаа свјат-петровска школа“ (бивша „Традиционална гимназија“), основана 1993. године у Москви, у којој је освећена кућна црква у част светог мученика Петра.